# Reithrodontomys
Genre
Le genre Reithrodontomys comprend des rongeurs de la famille des Cricétidés. Il regroupe les souris des moissons d'Amérique.

## Liste des espèces
- Reithrodontomys brevirostris Goodwin, 1943
- Reithrodontomys burti Benson, 1939
- Reithrodontomys chrysopsis Merriam, 1900
- Reithrodontomys creper Bangs, 1902
- Reithrodontomys darienensis Pearson, 1939
- Reithrodontomys fulvescens J. A. Allen, 1894
- Reithrodontomys gracilis J. A. Allen and Chapman, 1897
- Reithrodontomys hirsutus Merriam, 1901
- Reithrodontomys humulis (Audubon and Bachman, 1841) - Souris des moissons orientale[1]
- Reithrodontomys megalotis (Baird, 1858) - Souris occidentale des moissons ou Souris des moissons occidentale[1]
- Reithrodontomys mexicanus (Saussure, 1860)
- Reithrodontomys microdon Merriam, 1901
- Reithrodontomys montanus (Baird, 1855)
- Reithrodontomys paradoxus Jones and Genoways, 1970
- Reithrodontomys raviventris Dixon, 1908
- Reithrodontomys rodriguezi Goodwin, 1943
- Reithrodontomys spectabilis Jones and Lawlor, 1965
- Reithrodontomys sumichrasti (Saussure, 1861)
- Reithrodontomys tenuirostris Merriam, 1901
- Reithrodontomys zacatecae Merriam, 1901